# Seishun dokei
„Seishun dokei” (jap. 青春時計) – debiutancki singel japońskiego zespołu NGT48, wydany w Japonii 12 kwietnia 2017 roku przez Ariola Japan.
Singel został wydany w pięciu edycjach: trzech regularnych CD+DVD (Type A, Type B, Type C), CD oraz specjalnej. Osiągnął 1 pozycję w rankingu Oricon i pozostał na liście przez 21 tygodni. Singel zdobył status platynowej płyty.

## Lista utworów
Wszystkie utwory zostały napisane przez Yasushiego Akimoto.

### Type A
| CD | CD                                                 | CD                               | CD                               | CD      |
| Nr | Tytuł utworu                                       | Kompozycja                       | Aranżacja                        | Długość |
| -- | -------------------------------------------------- | -------------------------------- | -------------------------------- | ------- |
| 1. | „Seishun dokei” (jap. 青春時計)                    | Noboru Ogawara                   | Noboru Ogawara                   | 3:28    |
| 2. | „Akikan Punk” (jap. 空き缶パンク)                  | KEIT                             | KEIT                             | 4:29    |
| 3. | „Shutsujin” (jap. 出陣)                            | Hirotaka Hayakawa, Hiro Tazunoki | Hirotaka Hayakawa, Hiro Tazunoki | 5:48    |
| 4. | „Seishun dokei” (jap. 青春時計) (off vocal ver.)   | Noboru Ogawara                   | Noboru Ogawara                   | 3:28    |
| 5. | „Akikan Punk” (jap. 空き缶パンク) (off vocal ver.) | KEIT                             | KEIT                             | 4:29    |
| 6. | „Shutsujin” (jap. 出陣) (off vocal ver.)           | Hirotaka Hayakawa, Hiro Tazunoki | Hirotaka Hayakawa, Hiro Tazunoki | 5:48    |

| DVD | DVD                                                                                 | DVD     |
| Nr  | Tytuł utworu                                                                        | Długość |
| --- | ----------------------------------------------------------------------------------- | ------- |
| 1.  | „Seishun dokei” (jap. 青春時計) (Music Video)                                       |         |
| 2.  | „Shutsujin” (jap. 出陣) (Music Video)                                               |         |
| 3.  | „Otaki Yuria x DjHiRo Fantastic Motion” (jap. 大滝友梨亜 × DjHiRo Fantastic Motion) |         |
| 4.  | „Ogino Yuka x Ishii Mari” (jap. 荻野由佳 × 石井麻里)                                |         |
| 5.  | „Oguma Tsugumi x Tanaka Atsuko” (jap. 小熊倫実 × 田中敦子)                          |         |
| 6.  | „Kashiwagi Yuki x Fukatsu Masakazu” (jap. 柏木由紀 × フカツマサカズ)                |         |
| 7.  | „Katō Minami x Mamushi no Sannan” (jap. 加藤美南 × マムシの三男)                    |         |
| 8.  | „Kado Yuria x Katō Mani” (jap. 角ゆりあ × 加藤マニ)                                 |         |
| 9.  | „Kitahara Rie x Satō Ami” (jap. 北原里英 × 佐藤亜美)                                |         |
| 10. | „Kusakabe Aina x Imaizumi Hiroshi” (jap. 日下部愛菜 × 今泉 洋)                      |         |

### Type B
| CD | CD                                                     | CD             | CD             | CD      |
| Nr | Tytuł utworu                                           | Kompozycja     | Aranżacja      | Długość |
| -- | ------------------------------------------------------ | -------------- | -------------- | ------- |
| 1. | „Seishun dokei” (jap. 青春時計)                        | Noboru Ogawara | Noboru Ogawara | 3:28    |
| 2. | „Akikan Punk” (jap. 空き缶パンク)                      | KEIT           | KEIT           | 4:29    |
| 3. | „Junjō yoroshiku” (jap. 純情よろしく)                  | Hiro Hoashi    | Hiro Hoashi    | 4:54    |
| 4. | „Seishun dokei” (jap. 青春時計) (off vocal ver.)       | Noboru Ogawara | Noboru Ogawara | 3:28    |
| 5. | „Akikan Punk” (jap. 空き缶パンク) (off vocal ver.)     | KEIT           | KEIT           | 4:29    |
| 6. | „Junjō yoroshiku” (jap. 純情よろしく) (off vocal ver.) | Hiro Hoashi    | Hiro Hoashi    | 4:54    |

| DVD | DVD                                                           | DVD     |
| Nr  | Tytuł utworu                                                  | Długość |
| --- | ------------------------------------------------------------- | ------- |
| 1.  | „Seishun dokei” (jap. 青春時計) (Music Video)                 |         |
| 2.  | „Junjō yoroshiku” (jap. 純情よろしく) (Music Video)           |         |
| 3.  | „Satō Anju x Nagano Yoshihiro” (jap. 佐藤杏樹 × 永野義弘)     |         |
| 4.  | „Sugahara Riko x Nakajima Nozomu” (jap. 菅原りこ × 中島 望)   |         |
| 5.  | „Seiji Reina x Miyakawa Yoshihiro” (jap. 清司麗菜 × 宮川慶大) |         |
| 6.  | „Takakura Moeka x Takahashi Eiki” (jap. 高倉萌香 × 高橋栄樹)  |         |
| 7.  | „Tano Ayaka x Oikawa Katsuhito” (jap. 太野彩香 × 及川勝仁)    |         |
| 8.  | „Takahashi Mau x Sekiyama Yūta” (jap. 髙橋真生 × 関山雄太)    |         |
| 9.  | „Nakai Rika x Nakamura Taikō” (jap. 中井りか × 中村太洸)      |         |
| 10. | „Nakamura Ayuka x Mori Showta” (jap. 中村歩加 × 森 翔太)      |         |

### Type C
| CD | CD                                                 | CD             | CD               | CD      |
| Nr | Tytuł utworu                                       | Kompozycja     | Aranżacja        | Długość |
| -- | -------------------------------------------------- | -------------- | ---------------- | ------- |
| 1. | „Seishun dokei” (jap. 青春時計)                    | Noboru Ogawara | Noboru Ogawara   | 3:28    |
| 2. | „Akikan Punk” (jap. 空き缶パンク)                  | KEIT           | KEIT             | 4:29    |
| 3. | „Kurayami motomu” (jap. 暗闇求む)                  | Mitsu.J_YADAKO | Akiyuki Tateyama | 4:07    |
| 4. | „Seishun dokei” (jap. 青春時計) (off vocal ver.)   | Noboru Ogawara | Noboru Ogawara   | 3:28    |
| 5. | „Akikan Punk” (jap. 空き缶パンク) (off vocal ver.) | KEIT           | KEIT             | 4:29    |
| 6. | „Kurayami motomu” (jap. 暗闇求む) (off vocal ver.) | Mitsu.J_YADAKO | Akiyuki Tateyama | 4:07    |

| DVD | DVD                                                                      | DVD     |
| Nr  | Tytuł utworu                                                             | Długość |
| --- | ------------------------------------------------------------------------ | ------- |
| 1.  | „Seishun dokei” (jap. 青春時計) (Music Video)                            |         |
| 2.  | „Kurayami motomu” (jap. 暗闇求む) (Music Video)                          |         |
| 3.  | „Nara Miharu x Yoneyama Saburo” (jap. 奈良未遥 × 米山三郎)               |         |
| 4.  | „Nishigata Marina x TAKUYA UCHIYAMA” (jap. 西潟茉莉奈 × TAKUYA UCHIYAMA) |         |
| 5.  | „Nishimura Nanako x Hamada Ayanori” (jap. 西村菜那子 × 濱田禮徳)         |         |
| 6.  | „Hasegawa Rena x Higuchi Keiichi” (jap. 長谷川玲奈 × 樋口慧一)           |         |
| 7.  | „Honma Hinata x Yamada Ayaka” (jap. 本間日陽 × 山田彩華)                 |         |
| 8.  | „Mizusawa Ayaka x Nakamura Ryūtarō” (jap. 水澤彩佳 × 中村隆太郎)         |         |
| 9.  | „Miyajima Aya x MAD PRODUCTION” (jap. 宮島亜弥 × MAD PRODUCTION)         |         |
| 10. | „Yamaguchi Maho x Sakai Shintarō” (jap. 山口真帆 × 酒井伸太郎)           |         |
| 11. | „Murakumo Fūka x Sawa Reimon” (jap. 村雲颯香 × 澤 礼門)                  |         |
| 12. | „Yamada Noe x Okuto Yoshihiro” (jap. 山田野絵 × 奥藤祥弘)                |         |

### Wer. CD
| CD | CD                                                                         | CD               | CD               | CD      |
| Nr | Tytuł utworu                                                               | Kompozycja       | Aranżacja        | Długość |
| -- | -------------------------------------------------------------------------- | ---------------- | ---------------- | ------- |
| 1. | „Seishun dokei” (jap. 青春時計)                                            | Noboru Ogawara   | Noboru Ogawara   | 3:28    |
| 2. | „Akikan Punk” (jap. 空き缶パンク)                                          | KEIT             | KEIT             | 4:29    |
| 3. | „Shitanona de yobeta no wa...” (jap. 下の名で呼べたのは…) (wyk. Kenkyūsei) | Tatsuya Tanabiki | Tatsuya Tanabiki | 4:51    |
| 4. | „Seishun dokei” (jap. 青春時計) (off vocal ver.)                           | Noboru Ogawara   | Noboru Ogawara   | 3:28    |
| 5. | „Akikan Punk” (jap. 空き缶パンク) (off vocal ver.)                         | KEIT             | KEIT             | 4:29    |
| 6. | „Shitanona de yobeta no wa...” (jap. 下の名で呼べたのは…) (off vocal ver.) | Tatsuya Tanabiki | Tatsuya Tanabiki | 4:51    |

### Wer. specjalna
| CD | CD                                                                         | CD                               | CD                               | CD      |
| Nr | Tytuł utworu                                                               | Kompozycja                       | Aranżacja                        | Długość |
| -- | -------------------------------------------------------------------------- | -------------------------------- | -------------------------------- | ------- |
| 1. | „Seishun dokei” (jap. 青春時計)                                            | Noboru Ogawara                   | Noboru Ogawara                   | 3:28    |
| 2. | „Akikan Punk” (jap. 空き缶パンク)                                          | KEIT                             | KEIT                             | 4:29    |
| 3. | „Shutsujin” (jap. 出陣)                                                    | Hirotaka Hayakawa, Hiro Tazunoki | Hirotaka Hayakawa, Hiro Tazunoki | 5:48    |
| 4. | „Junjō yoroshiku” (jap. 純情よろしく)                                      | Hiro Hoashi                      | Hiro Hoashi                      | 4:54    |
| 5. | „Kurayami motomu” (jap. 暗闇求む)                                          | Mitsu.J_YADAKO                   | Akiyuki Tateyama                 | 4:07    |
| 6. | „Shitanona de yobeta no wa...” (jap. 下の名で呼べたのは…) (wyk. Kenkyūsei) | Tatsuya Tanabiki                 | Tatsuya Tanabiki                 | 4:51    |

## Skład zespołu
| „Seishun dokei” |
| --- |
| Piosenka jest wykonywana przez wszystkie członkinie NGT48 Team NIII w momencie wydania. - NGT48 Team NIII: Yuka Ogino, Tsugumi Oguma, Minami Katō, Rie Kitahara, Anju Satō, Riko Sugahara, Moeka Takakura, Ayaka Tano, Rika Nakai (środek), Marina Nishigata, Rena Hasegawa, Hinata Honma, Fuka Murakumo, Maho Yamaguchi, Noe Yamada - AKB48 Team B / NGT48 Team NIII: Yuki Kashiwagi |

| „Akikan Punk” |
| --- |
| - NGT48 Team NIII: Minami Katō, Rie Kitahara (środek), Moeka Takakura, Rika Nakai - AKB48 Team B / NGT48 Team NIII: Yuki Kashiwagi (środek) |

| „Shutsujin” |
| --- |
| - Team NIII: Yuka Ogino (środek), Anju Satō, Moeka Takakura, Ayaka Tano, Marina Nishigata, Fuka Murakumo, Maho Yamaguchi - Kenkyūsei: Miharu Nara, Nanako Nishimura |

| „Junjō yoroshiku” |
| --- |
| - Team NIII: Tsugumi Oguma, Riko Sugahara, Rena Hasegawa, Hinata Honma (środek), Noe Yamada - Kenkyūsei: Aina Kusakabe, Reina Seiji |

| „Kurayami motomu” |
| --- |
| Piosenka jest wykonywana przez wszystkie członkinie NGT48 w momencie wydania. - NGT48 Team NIII: Yuka Ogino, Tsugumi Oguma, Minami Katō (środek), Rie Kitahara, Anju Satō, Riko Sugahara, Moeka Takakura (środek), Ayaka Tano, Rika Nakai, Marina Nishigata, Rena Hasegawa, Hinata Honma, Fuka Murakumo, Maho Yamaguchi, Noe Yamada - AKB48 Team B / NGT48 Team NIII: Yuki Kashiwagi - NGT48 Kenkyūsei: Yuria Otaki, Yuria Kado, Aina Kusakabe, Reina Seiji, Mau Takahashi, Ayuka Nakamura, Miharu Nara, Nanako Nishimura, Aya Miyajima - NGT48 Graduated Members: Ayaka Mizusawa |

| „Shitanona de yobeta no wa...” |
| --- |
| - NGT48 Kenkyūsei: Yuria Otaki, Yuria Kado, Aina Kusakabe, Reina Seiji, Mau Takahashi, Ayuka Nakamura, Miharu Nara (środek), Nanako Nishimura, Aya Miyajima - NGT48 Graduated Members: Ayaka Mizusawa |

## Notowania
| Lista                             | Pozycja |
| --------------------------------- | ------- |
| Oricon Weekly Singles Chart       | 1       |
| Oricon Yearly Singles Chart       | 30      |
| Billboard Japan Hot 100           | 2       |
| Billboard Japan Hot Singles Sales | 1       |

## Sprzedaż
| Dane wg         | Sprzedaż |
| --------------- | -------- |
| Oricon          | 208 247  |
| Billboard Japan | 277 180+ |